# Hassan El Fakiri
Hassan El Fakiri (in arabo حسن الفكيري‎?; Temsamane, 18 aprile 1977) è un allenatore di calcio ed ex calciatore marocchino naturalizzato norvegese, di ruolo difensore, vice allenatore del Brann. Dal 1º gennaio 2024 sarà il vice allenatore del Saint-Étienne.

## Carriera

### Giocatore

#### Club

##### Gli inizi al Lyn Oslo
El Fakiri ha cominciato la carriera con la maglia del Lyn Oslo, per cui ha debuttato nella 1. divisjon il 28 maggio 1995, quando ha sostituito Tom Buer nel successo per 1-0 sullo Skeid. Il 25 giugno ha segnato la prima rete in squadra, nel successo per 3-1 sull'Odd Grenland. Nel campionato seguente, ha contribuito alla promozione del club nell'Eliteserien. Il 13 aprile 1997 ha esordito allora nella massima divisione norvegese, nella sconfitta casalinga per 1-2 contro il Kongsvinger. Il 14 settembre dello stesso anno, ha segnato la prima rete in questa divisione, nella vittoria per 2-0 sullo Skeid.

##### La breve esperienza al Brann e il Monaco
Dopo cinque stagioni con la maglia del Lyn Oslo, El Fakiri è stato acquistato dal Brann. Ha disputato il primo incontro con questa maglia il 9 aprile 2000, quando è stato titolare nel successo per 4-1 sul Viking. Il 16 aprile ha segnato la prima rete, nel pareggio per 4-4 in campo del Rosenborg. Ha giocato 9 partite e segnò 2 reti in questa stagione, poiché è stato acquistato dal Monaco nell'estate successiva.
I monegaschi lo hanno però prestato al Lyn Oslo prima e al Rosenborg poi. Ha debuttato per quest'ultimo club il 26 agosto 2001, sostituendo Roar Strand nel successo per 2-5 sul campo dello Strømsgodset. Il Rosenborg sperava che El Fakiri potesse diventare l'erede di Bent Skammelsrud. Il 17 ottobre dello stesso anno, è stato protagonista di una prestazione positiva contro la Juventus, ma dovette lasciare il campo all'intervallo per via di un infortunio, che lo ha costretto ad un'operazione. È rimasto in squadra fino a metà del campionato 2002.
È tornato allora al Monaco, per cui ha potuto esordire nella Ligue 1 l'11 settembre 2002, sostituendo Marcelo Gallardo negli ultimi minuti della sfida contro il Nantes, vinta per 2-1. Nella stagione seguente, ha contribuito alla scalata del club monegasco fino alla finale della Champions League 2003-2004, persa contro il Porto; El Fakiri è rimasto in panchina per tutto l'incontro.

##### Borussia Mönchengladbach
Il norvegese ha lasciato poi la Francia per accordarsi con i tedeschi del Borussia Mönchengladbach. Il primo incontro in squadra è datato 13 agosto 2005, quando è subentrato a Václav Svěrkoš nel pareggio casalingo per 1-1 contro il Wolfsburg. Il 22 ottobre dello stesso anno ha segnato l'unica rete in campionato, nel successo per 4-1 sul Kaiserslautern. Alla prima stagione in squadra, ha totalizzato 31 presenze. Nel secondo campionato, lo spazio si è assottigliato a 18 presenze e, contemporaneamente, il Borussia Mönchengladbach non ha raggiunto la salvezza.

##### Il ritorno al Brann
Dopo la retrocessione del club tedesco, El Fakiri si è ritrovato svincolato. Il 25 luglio si è accordato allora con il Brann, tornando in squadra sette anni dopo averla lasciata. Ha contribuito subito alla vittoria dell'Eliteserien 2007. Nel 2008, il calciatore d'origine marocchina ha offerto una delle sue migliori stagioni, mentre nel 2009 il suo allenatore Steinar Nilsen lo ha ricollocato come terzino destro. Nello stesso anno, ha rinnovato il suo contratto per altre tre stagioni. Il 13 ottobre 2014, il Brann ha comunicato la decisione di non estendere il contratto di El Fakiri, in scadenza al termine della stagione: il giocatore ha dichiarato che probabilmente non avrebbe appeso gli scarpini al chiodo.

#### Nazionale
El Fakiri conta 8 presenze per la Norvegia. Ha esordito il 18 febbraio 2004, quando è stato schierato come titolare nel successo per 1-4 in casa dell'Irlanda del Nord, in un'amichevole disputata a Belfast.

### Allenatore
Lasciato il Brann, El Fakiri è stato nominato nuovo allenatore dell'Os, compagine militante nella 3. divisjon e a cui si è legato con un contratto triennale. Nell'agosto successivo è tornato a calcare i campi da gioco con l'Os, mantenendo comunque il posto da allenatore.
Il 20 dicembre 2024 viene ingaggiato dal Saint-Étienne, con cui sottoscrive un contratto fino al 30 giugno 2027, a partire dal 1º gennaio 2025, nel ruolo di vice allenatore di Eirik Horneland.

## Statistiche

### Presenze e reti nei club
Statistiche aggiornate al 3 novembre 2017.
| Stagione               | Club                   | Campionato             | Campionato | Campionato | Coppe nazionali | Coppe nazionali | Coppe nazionali | Coppe continentali | Coppe continentali | Coppe continentali | Supercoppe | Supercoppe | Supercoppe | Totale | Totale |
| Stagione               | Club                   | Comp                   | Pres       | Reti       | Comp            | Pres            | Reti            | Comp               | Pres               | Reti               | Comp       | Pres       | Reti       | Pres   | Reti   |
| ---------------------- | ---------------------- | ---------------------- | ---------- | ---------- | --------------- | --------------- | --------------- | ------------------ | ------------------ | ------------------ | ---------- | ---------- | ---------- | ------ | ------ |
| 1995                   | Lyn Oslo               | 1D                     | 11         | 1          | CN              | 5               | 0               | -                  | -                  | -                  | -          | -          | -          | 16     | 1      |
| 1996                   | Lyn Oslo               | 1D                     | 6          | 1          | CN              | 1               | 0               | -                  | -                  | -                  | -          | -          | -          | 7      | 1      |
| 1997                   | Lyn Oslo               | ES                     | 21         | 1          | CN              | 3               | 1               | -                  | -                  | -                  | -          | -          | -          | 24     | 2      |
| 1998                   | Lyn Oslo               | 1D                     | 23         | 2          | CN              | 2               | 0               | -                  | -                  | -                  | -          | -          | -          | 25     | 2      |
| 1999                   | Lyn Oslo               | 1D                     | 25         | 3          | CN              | 4               | 0               | -                  | -                  | -                  | -          | -          | -          | 29     | 3      |
| gen.-mag. 2000         | Brann                  | ES                     | 9          | 3          | CN              | -               | -               | -                  | -                  | -                  | -          | -          | -          | 9      | 3      |
| giu. 2000-gen. 2001    | Monaco                 | D1                     | 0          | 0          | CF+CL           | 0               | 0               | UCL                | 0                  | 0                  | -          | -          | -          | 0      | 0      |
| gen.-ago. 2001         | Lyn Oslo               | ES                     | 13         | 1          | CN              | 2               | 0               | -                  | -                  | -                  | -          | -          | -          | 15     | 1      |
| Totale Lyn Oslo        | Totale Lyn Oslo        | Totale Lyn Oslo        | 99         | 8          |                 | 17              | 1               |                    | -                  | -                  |            | -          | -          | 116    | 9      |
| ago.-dic. 2001         | Rosenborg              | ES                     | 5          | 0          | CN              | 0               | 0               | UCL                | 2                  | 0                  | -          | -          | -          | 7      | 0      |
| gen.-giu. 2002         | Rosenborg              | ES                     | 12         | 0          | CN              | 1               | 0               | UCL                | -                  | -                  | -          | -          | -          | 13     | 0      |
| Totale Rosenborg       | Totale Rosenborg       | Totale Rosenborg       | 17         | 0          |                 | 1               | 0               |                    | 2                  | 0                  |            | -          | -          | 20     | 0      |
| 2002-2003              | Monaco                 | L1                     | 15         | 0          | CF+CL           | ?+3             | ?+1             | -                  | -                  | -                  | -          | -          | -          | ?      | ?      |
| 2003-2004              | Monaco                 | L1                     | 18         | 0          | CF+CL           | 0+1             | 0               | UCL                | 12                 | 0                  | -          | -          | -          | 31     | 0      |
| 2004-2005              | Monaco                 | L1                     | 8          | 0          | CF+CL           | 0+3             | 0+1             | UCL                | 8                  | 0                  | -          | -          | -          | 19     | 1      |
| Totale Monaco          | Totale Monaco          | Totale Monaco          | 41         | 0          |                 | ?               | ?               |                    | 20                 | 0                  |            | -          | -          | ?      | ?      |
| 2005-2006              | Borussia M'bach        | BL                     | 31         | 1          | CG              | 2               | 1               | -                  | -                  | -                  | -          | -          | -          | 33     | 2      |
| 2006-2007              | Borussia M'bach        | BL                     | 18         | 0          | CG              | 1               | 0               | -                  | -                  | -                  | -          | -          | -          | 19     | 0      |
| Totale Borussia M'bach | Totale Borussia M'bach | Totale Borussia M'bach | 49         | 1          |                 | 3               | 1               |                    | -                  | -                  |            | -          | -          | 52     | 2      |
| lug.-dic. 2007         | Brann                  | ES                     | 9          | 1          | CN              | -               | -               | CU                 | 8                  | 0                  | -          | -          | -          | 17     | 1      |
| 2008                   | Brann                  | ES                     | 16         | 0          | CN              | 4               | 0               | UCL+CU             | 4+0                | -                  | -          | -          | -          | 24     | 0      |
| 2009                   | Brann                  | ES                     | 27         | 0          | CN              | 5               | 0               | -                  | -                  | -                  | -          | -          | -          | 32     | 0      |
| 2010                   | Brann                  | ES                     | 25         | 0          | CN              | 2               | 0               | -                  | -                  | -                  | -          | -          | -          | 27     | 0      |
| 2011                   | Brann                  | ES                     | 30         | 0          | CN              | 5               | 0               | -                  | -                  | -                  | -          | -          | -          | 35     | 0      |
| 2012                   | Brann                  | ES                     | 11         | 0          | CN              | 4               | 0               | -                  | -                  | -                  | -          | -          | -          | 15     | 0      |
| 2013                   | Brann                  | ES                     | 16         | 0          | CN              | 2               | 0               | -                  | -                  | -                  | -          | -          | -          | 18     | 0      |
| 2014                   | Brann                  | ES                     | 16         | 0          | CN              | 3               | 0               | -                  | -                  | -                  | -          | -          | -          | 19     | 0      |
| Totale Brann           | Totale Brann           | Totale Brann           | 159        | 4          |                 | 25              | 0               |                    | 12                 | 0                  |            | -          | -          | 200    | 4      |
| ago.-dic. 2015         | Os                     | 3D                     | 7          | 0          | CN              | -               | -               | -                  | -                  | -                  | -          | -          | -          | 7      | 0      |
| 2016                   | Os                     | 3D                     | 11         | 0          | CN              | 0               | 0               | -                  | -                  | -                  | -          | -          | -          | 11     | 0      |
| 2017                   | Os                     | 3D                     | 17         | 0          | CN              | 0               | 0               | -                  | -                  | -                  | -          | -          | -          | 17     | 0      |
| Totale Os              | Totale Os              | Totale Os              | 35         | 0          |                 | 0               | 0               |                    | -                  | -                  |            | -          | -          | 35     | 0      |
| Totale                 | Totale                 | Totale                 | 400        | 13         |                 | ?               | ?               |                    | 34                 | 0                  |            | -          | -          | ?      | ?      |

### Cronologia presenze e reti in nazionale
| Cronologia completa delle presenze e delle reti in nazionale ― Norvegia | Cronologia completa delle presenze e delle reti in nazionale ― Norvegia | Cronologia completa delle presenze e delle reti in nazionale ― Norvegia | Cronologia completa delle presenze e delle reti in nazionale ― Norvegia | Cronologia completa delle presenze e delle reti in nazionale ― Norvegia | Cronologia completa delle presenze e delle reti in nazionale ― Norvegia | Cronologia completa delle presenze e delle reti in nazionale ― Norvegia | Cronologia completa delle presenze e delle reti in nazionale ― Norvegia |
| Data                                                                    | Città                                                                   | In casa                                                                 | Risultato                                                               | Ospiti                                                                  | Competizione                                                            | Reti                                                                    | Note                                                                    |
| ----------------------------------------------------------------------- | ----------------------------------------------------------------------- | ----------------------------------------------------------------------- | ----------------------------------------------------------------------- | ----------------------------------------------------------------------- | ----------------------------------------------------------------------- | ----------------------------------------------------------------------- | ----------------------------------------------------------------------- |
| 18-2-2004                                                               | Belfast                                                                 | Irlanda del Nord                                                        | 1 – 4                                                                   | Norvegia                                                                | Amichevole                                                              | -                                                                       |                                                                         |
| 31-3-2004                                                               | Belgrado                                                                | Serbia e Montenegro                                                     | 1 – 0                                                                   | Norvegia                                                                | Amichevole                                                              | -                                                                       | 46’                                                                     |
| 28-4-2004                                                               | Oslo                                                                    | Norvegia                                                                | 3 – 2                                                                   | Russia                                                                  | Amichevole                                                              | -                                                                       |                                                                         |
| 18-8-2004                                                               | Oslo                                                                    | Norvegia                                                                | 2 – 2                                                                   | Belgio                                                                  | Amichevole                                                              | -                                                                       | 46’                                                                     |
| 16-11-2004                                                              | Londra                                                                  | Australia                                                               | 2 – 2                                                                   | Norvegia                                                                | Amichevole                                                              | -                                                                       |                                                                         |
| 9-2-2005                                                                | Ta' Qali                                                                | Malta                                                                   | 0 – 3                                                                   | Norvegia                                                                | Amichevole                                                              | -                                                                       | 65’                                                                     |
| 17-8-2005                                                               | Oslo                                                                    | Norvegia                                                                | 0 – 2                                                                   | Svizzera                                                                | Amichevole                                                              | -                                                                       | 87’                                                                     |
| 1-3-2006                                                                | Dakar                                                                   | Senegal                                                                 | 2 – 1                                                                   | Norvegia                                                                | Amichevole                                                              | -                                                                       | 46’                                                                     |
| Totale                                                                  |                                                                         | Presenze                                                                | 8                                                                       |                                                                         | Reti                                                                    | 0                                                                       |                                                                         |

## Palmarès

### Club

#### Competizioni nazionali
- Campionato norvegese: 2

Rosenborg: 2001
Brann: 2007
- Coppa di Lega francese: 1

Monaco: 2002-2003